# Лазоревский
Лазоревский — хутор в Новониколаевском районе Волгоградской области России. Входит в состав Красноармейского сельского поселения.

## География
Хутор находится в северо-западной части Волгоградской области, в степной зоне, в пределах Хопёрско-Бузулукской равнины, к западу от реки Большая Завязка, на расстоянии примерно 50 километров (по прямой) к востоку-северо-востоку (ENE) от посёлка городского типа Новониколаевский, административного центра района. Абсолютная высота — 157 метров над уровнем моря.

## История
Согласно постановлению Волгоградской областной Думы от 24 ноября 1994 года № 14/130 посёлок отделения № 3 совхоза «Красноармеец» Красноармейского сельсовета был переименован в хутор Лазоревский.

## Население
| 2010 |
| ---- |
| 77   |

Гендерный состав
По данным Всероссийской переписи населения 2010 года в гендерной структуре населения мужчины составляли 57,1 %, женщины — соответственно 42,9 %.
Национальный состав
Согласно результатам переписи 2002 года, в национальной структуре населения русские составляли 65 % из 129 чел.

## Улицы
Уличная сеть хутора состоит из четырёх улиц.